# عشرب همبيرتي
عشرب همبيرتي (الاسم العلمي:Exacum humbertii) هو نوع من النباتات يتبع جنس العشرب من الفصيلة الجنطيانية.